# Nemanja Mate Đorđević
Nemanja Đorđević, poznat i kao „Mate” (Beograd, 1983) srpski je slikar i crtač.

## Biografija
Završio je slikarstvo na Fakultetu likovnih umetnosti u klasi Gordana Nikolića.
Na predlog Vladimira Veličkovića dobitnik je nagrade „L’Academia des Beaux-Arts”,(Le prix en peinture sur les Fondations Roux et Tronchet), nagrade Akademije Lepih Umetnosti za podstrek slikarstvu iz fonda Roux et Tronchet - Francuske Akademije Nauka i Umetnosti /sektor Umetnosti. Mate Đorđević prema rečima Žan-Lika Šalimoa, uglednog francuskog kritičara, pripada autorima kod kojih je upadljivodo da se slike pojavljuju kao „noćne more”, umetnika koga muči egzistecijalna anksioznost. Stil je nervozan, oštar, konačan, njegov rad se pretvara u vapaj, a nakon noćne more u prosvetljenje. »završava« već je dovoljno da shvatimo da Mate koga verovatno muči ozbiljna slabost, leči svoju muku otimajući ništavilu slike iz dna svoje noći bez sna. Upravo ove reči, postavljaju autora među viđenije umetnike mlađe generacije.
Izlagao je na velikom broju izložbi domaćeg i stranog karaktera. Dela autora se nalaze u kolekcijama domaćeg i stranog karaktera. Bavi se crtežom, grafikom, slikom i skulpturom. Od 2014. godine živi i radi u Francuskoj, Parizu.

## Nagrade
- Prvonagrađeni je laureat fonda za crtež Vladimir Veličković 2009. godine - Dobitnik je nagrade za slikarstvo na 47. Zimskom salonu u Herceg Novom,Crna Gora, 2014. godine
- Dobitnik je nagrade Milan Konjović - Likovna jesen za slikarstvo, Sombor, Srbija, 2014. godine - Nagrada rezidenta od godinu dan u studiu Francuske akademije
- Pierre David-Weill 2014. godine Pariz, Francuska - Finalista fonda Antoine Marin - 19ta dodela nagrade za slikarstvo, Galerie Municipale Julio Gonzalez, Arcueil - Pariz Francuska, 2015.godine.
- Drogonagradjeni laureat fonda Akademije Lepih umetnosti (Francuska akademije nauka i umetnosti) fonda za crtež - Prix de dessin Pierre David-Weill, Pariz - Francuska, 2015. godine.
- - Nagrada za crtež, Osten Makedonija 2016.godine.
- Nagradni rezident, Švajcarska-Bern, http://residency.ch/,2017.godine%5B%5D.

## Odabrana izlaganja
- - Radovi na papiru Residency.ch, Bern, Švajcarska 2017.
- - New Moment,Ideas galerija Архивирано на веб-сајту  (7. новембар 2017),Radovi na papiru: Vladimir Veličković,Miodrag Dado Djurić,Dušan Otašević,Mrdjan Bajić,Marija Dragojlović,Mate Djordjević,Beograd Srbija 2017.
- Narodna biblioteka Srbije, Projekat: Umetnost na papiru,Beograd,Srbija / 2017.
- - Galerija savremene umetnosti Smederevo / 2017.
- Galerija Haos,Eve Marcrett/Binomali ( Dada Đurića, Vladimira Veličkovića, Mari Morel, Par Andrea, Žeroma Mesanžera, Bernar Berthois Rital, Žan-Luk Parant, Tijane Kojić, Mate Đorđevića, i dr. ) Beograd,Srbija 2016.
- Evropska Noć muzeja Архивирано на веб-сајту  (7. новембар 2017), Kulturni Centar Srbije, izložba”Nyctophilia“ Pariz, Francuska 2016.
- Galerije Srpskog Kulturnog centra u Parizu, izložba „Nyctophilia“ Pariz ,Francuska 2016.
- Galerija Evropa, Budućnost Srpske umetnosti, Pariz, Francuska 2016.
- Izložba „Expositions stochastiques” Galerija Ana-Tšop (Anna Tschopp) Stochastic exhibitions, Marsej, Francuska 2016.
- Galerija Ana-Tšop (Anna Tschopp) tema: "Art convocatoire" Marsej, Francuska 2016.
- Salle Comtesse de Caen-exposition de dessins,le prix de Dessin Pierre David-Weill Pariz,Francuska 2015.
- Galerie Municipale Julio Gonzalez, 19e prix de peinture Antoine Marin, Pariz, Francuska 2015.
- 20 godina Galerije HAOS, Beograd, Srbija 2015.
- 20 godina Galerije HAOS, Muzej “Miodrag Dado Djurić” Архивирано на веб-сајту  (7. новембар 2017), Cetinje, Crna Gora, 2015.
- Galerija ULUS-s izložba slika „Dečije sobe”, Beograd, Srbija 2015.
- Galerija Grafičkog kolektiva, radovi na papiru 2011-2015 „Psoriasis” 2015.
- Izložba Transformacija, Funnel Contemporary Art, Bukurešt, Rumunija, 2014.
- Kuća Legata, grupna izložba „Transformacija” Beograd, Srbija 2014.
- 18to bienale crteža, Muzej moderne i suvremene umetnosti Rjeka, Rjeka, Hrvatska 2013.
- Galerija Haos, Laureati nagarde za crtež Vladimira Veličkovića, Beograd, Srbija 2010.

## Spoljašnje veze
- MEDIALA: NEKAD I SAD, Galerija RTS, Beograd, Srbija 2017.
- Nemanja Mate Đorđević, Elevate 2017.
- Nemanja Mate Đorđević: Čovek ostao bez uporišta, Večernje novosti, Beograd, Srbija 2017.
- Dokumentarni film: Mate Djordjevic-Psorijaze,Vojislav Radovanovic ,Beograd ,Srbija,2016
- Kopanje po praznini, Večernje novosti, Beograd, Srbija 2016.
- „Troje naših umetnika nagrađeno na Bijenalu u Skoplj, politika, Beograd, Srbija 2016.
- GROTESKE WELTEN. MATE DJORDJEVIC’ «BERNER ZEICHNUNGEN», Adrian Durrvang (Adrian Dürrwang), Bern, Švajcarska 2017.
- Mate slikar nesanice, Jean-Luc Chalumeau - „Mate, le peintre de l'insomnie”, Pariz, Francuska 2016. Архивирано на веб-сајту  (7. новембар 2017)
- Potrebno je upoznati noć, Muharem Bazdulj, Vreme,Beograd, Srbija 2015[мртва веза]
- Tekst povodom dela Mate Djordjevića,Boris Mandić,Beograd,Srbija 2015
- PRIX ANTOINE MARIN 2015 – GALERIE JULIO GONZALEZ Архивирано на веб-сајту  (7. новембар 2017)
- Prix Antoine Marin 2015 (reportage pour NewsArtToday.tv)
- Mate Djordjevic : Oeuvres sur papier "Psoriasis / Les Chambres D'enfants" Beograd, Srbija 2015.
- Nemanja Mate Đorđervić, City Magazine, Beograd, Srbija 2014.
- Nemanja Mate Djordjevic I - Emisija Willimon u 5 / TV Studio B 2013.
- „Umetnik je izgnan ma gde se nalazio”, Politika, Beograd, Srbija 2012.
- Wonderland-izlog nesvesnog,Vladana Spajić,Beograd,Srbija 2011